# Tajiri Satoshi
Tajiri Satoshi (Nhật: 田尻 智 (Điền Khào Trí)  sinh vào 28 tháng 8 năm 1965) là một nhà thiết kế trò chơi điện tử Nhật Bản được biết rộng rãi và nổi bật hơn qua việc tạo ra Pokémon trên Nintendo và phát triển Game Freak, Inc. 

## Tiểu sử
Tajiri sinh ngày 28 tháng 8 năm 1965 tại Tokyo đến bán xe cho hãng Nissan và là một nội trợ. Tajiri lớn lên tại Machida, Tokyo, ở thời điểm nơi đây còn là một vùng nông thôn. Ông từng được chẩn đoán bị mắc chứng tự kỷ và được miêu tả là người có óc sáng tạo, lập dị và ẩn dật. Khi còn bé, Tajiri thích sưu tập côn trùng, nguồn cảm hứng cho việc sáng tạo trò chơi điện tử sau này. Những đứa trẻ gọi ông là "Tiến sĩ Bug", và ông muốn trở thành nhà côn trùng học.

### Các giải thưởng và ảnh hưởng
IGN đã ghi danh Tajiri một trong 100 nhà sáng lập trò chơi hàng đầu với "hiện tượng toàn cầu" Pokémon. Electronic Gaming Monthly ghi nhận Tajiri là một trong 10 người có tầm ảnh hưởng nhất đến thị trường trò chơi điện tử. Tạp chí trò chơi điện tử Edge đưa Tajiri vào danh sách "Hot 100 Game Developers of 2008".

### Sản phẩm, thành quả
| Năm  | Tựa Game                              | Vai trò                                                         |
| ---- | ------------------------------------- | --------------------------------------------------------------- |
| 1989 | Mendel Palace                         | Đạo diễn, nhà thiết kế trò chơi                                 |
| 1991 | Smart Ball                            | Đạo diễn, nhà thiết kế trò chơi Biên kịch                       |
| 1991 | Yoshi                                 | Đạo diễn, nhà thiết kế trò chơi                                 |
| 1994 | Pulseman                              | Đạo diễn, nhà thiết kế trò chơi                                 |
| 1995 | Jelly Boy 2 (không phát hành)         | Supervisor (Sony Japan)                                         |
| 1996 | Pokémon Red and Blue                  | Đạo diễn, nhà thiết kế trò chơi, biên kịch, nhà thiết kế bản đồ |
| 1999 | Pokémon Gold and Silver               | Đạo diễn, nhà thiết kế trò chơi                                 |
| 2002 | Pokémon Ruby and Sapphire             | Đạo diễn điều hành                                              |
| 2004 | Pokémon FireRed and LeafGreen         | Biên kịch, Đạo diễn điều hành                                   |
| 2005 | Drill Dozer                           | Executive Producer                                              |
| 2006 | Pokémon Diamond and Pearl             | Điều hành sản xuất                                              |
| 2010 | Pokémon HeartGold and SoulSilver      | Điều hành sản xuất                                              |
| 2011 | Pokémon Black and White               | Điều hành sản xuất                                              |
| 2012 | Pokémon Black and White 2             | Điều hành sản xuất                                              |
| 2012 | HarmoKnight                           | Điều hành sản xuất                                              |
| 2013 | Pokémon X and Y                       | Điều hành sản xuất                                              |
| 2014 | Pokémon Omega Ruby and Alpha Sapphire | Điều hành sản xuất                                              |
| 2015 | Tembo the Badass Elephant             | Điều hành sản xuất                                              |